# دائرة عين أرنات
دائرة عين أرنات إحدى دوائر الجزائر التابعة لولاية سطيف.

## التقسيم الإداري
تضم الدائرة حسب التقسيم الإداري لسنة 1984 أربع بلديات هي :
- عين أرنات
- مزلوق
- عين عباسة
- الأوريسية